# Condado de Barron
El condado de Barron (en inglés: Barron County), fundado en 1859, es uno de los 72 condados del estado estadounidense de Wisconsin. En el año 2000 tenía una población de 44.963 habitantes con una densidad poblacional de 20 personas por km². La sede del condado es Barron.

## Geografía
Según la Oficina del Censo, el condado tiene un área total de 2305 km² (890 mi²), de la cual 2235 km² (862,9 mi²) es tierra y 70 km² (27,0 mi²) (3.05%) es agua.

### Condados adyacentes
- Condado de Washburn - norte
- Condado de Sawyer - noreste
- Condado de Rusk - este
- Condado de Chippewa - sureste
- Condado de Dunn - sur
- Condado de St. Croix - suroeste
- Condado de Polk - oeste
- Condado de Burnett - noroeste

## Carreteras
| - U.S. Highway 8 - U.S. Highway 53 - U.S. Highway 63 | - Carretera Estatal de Wisconsin 25 - Carretera Estatal de Wisconsin 48 |

## Demografía
Según el censo de 2000, había 44,963 personas, 17,851 hogares y 12,352 familias residiendo en la localidad. La densidad de población era de 20 hab./km². Había 20,969 viviendas con una densidad media de 9 viviendas/km². El 97.69% de los habitantes eran blancos, el 0.14% afroamericanos, el 0,81% amerindios, el 0.32% asiáticos, el 0.04% isleños del Pacífico, el 0.32% de otras razas y el 0.69% pertenecía a dos o más razas. El 0.96% de la población eran hispanos o latinos de cualquier raza.

## Comunidades

### Ciudades, villas y pueblos
| - Almena (villa) - Almena (pueblo) - Arland (pueblo) - Barron (ciudad) - Barron (pueblo) - Bear Lake (pueblo) - Cameron (villa) - Cedar Lake (pueblo) - Chetek (ciudad) - Chetek (pueblo) - Clinton (pueblo) - Crystal Lake (pueblo) | - Cumberland (ciudad) - Cumberland (pueblo) - Dallas (villa) - Dallas (pueblo) - Dovre (pueblo) - Doyle (pueblo) - Haugen (villa) - Lakeland (pueblo) - Maple Grove (pueblo) - Maple Plain (pueblo) - New Auburn (villa) (partial) - Oak Grove (pueblo) | - Prairie Farm (villa) - Prairie Farm (pueblo) - Prairie Lake (pueblo) - Rice Lake (ciudad) - Rice Lake (pueblo) - Sioux Creek (pueblo) - Stanfold (pueblo) - Stanley (pueblo) - Sumner (pueblo) - Turtle Lake (villa) (partial) - Turtle Lake (pueblo) - Vance Creek (pueblo) |

### Comunidades no incorporadas
- Brill
- Comstock
- Mikana